# 馬切區
馬切區（西班牙語：Distrito de Mache），是秘魯的一個區，位於該國西北部拉利伯塔德大區的奧圖斯科省，始建於1964年3月7日，面積37.32平方公里，海拔高度3,300米，2005年人口3,465，人口密度每平方公里93人。
8°01′50″S 78°32′05″W / 8.03056°S 78.53472°W